# Xiong Xiling
Xiong Xiling o Hsiung Hsi-ling (Contea di Fenghuang, 23 luglio 1870 – Hong Kong, 25 dicembre 1937) è stato un filantropo e politico cinese, primo ministro della Repubblica di Cina tra il 1913 e il 1914.
Oltre a essere già primo ministro, nel 1913 venne nominato da Yuan Shikai Ministro delle finanze, ma a causa dei suoi contrasti con Yuan si dimise nel febbraio del 1914.
 Ritiratosi dalla politica, fu coinvolto in istituzioni di educazione e beneficenza a Pechino e Shanghai. Nel 1937 aiutò i rifugiati nella Battaglia di Shanghai. Quello stesso anno si trasferì a Hong Kong dove morì il 25 dicembre. Ricevette i funerali di Stato.